# بلوند إليكترا
بلوند إلكترا (بالإنجليزية: Blonde Electra)‏ (رسميا «بلوند إلكتريك») هي عبارة عن ثنائي موسيقي بريطاني ألماني مؤلف من الأختين «جازمين» جازي كينج (من مواليد 19 فبراير 1990) ونا تالياروبي كينج (من مواليد 7 مايو 1992) تشكلت المجموعة في عام 2013 في دوسلدورف، ألمانيا، بعد مغادرة الفرقة السابقة KING.

## روابط خارجية
- بلوند إليكترا على موقع ميوزك برينز (الإنجليزية)